# Koślinka (powiat Sztumski)
Koślinka (Duits: Kiesling) is een plaats in het Poolse district  Sztumski, woiwodschap Pommeren. De plaats maakt deel uit van de gemeente Sztum en telt 160 inwoners.